# Constantin Garoflid
Constantin Garoflid (n. 18 martie 1872, Cândești, România – d. 1943, București, România) a fost un om politic român care a îndeplinit funcția de ministru al agriculturii în Guvernul Alexandru Averescu (1) (8 - 19 februarie 1918), Guvernul Alexandru Marghiloman (4 iunie - 23 octombrie 1918), Guvernul Alexandru Averescu (2) (22 iulie - 16 decembrie 1921) și Guvernul Alexandru Averescu (3)  (30 martie 1926 - 4 iunie 1927), primul președinte al Academiei de Agricultură din România, precum și al Sindicatelor Agricole dar și  președinte al Institutului de Cercetări Agronomice.
În anul 1904, Constantin Garoflid a cumpărat moșia la Țintești unde, începând din anul 1910, a început înființarea culturii de viță de vie. Via Țintești, care avea emblema „Viile Garoflid”, a devenit cunoscută nu numai în București, ci și în Cehoslovacia și Malta. A pus în funcțiune pentru prima dată în România instalația de irigare prin ploaie artificială (aspersiune).
La 17 martie 1919, în București a apărut „Munca”, organ independent săptămânal de politică economică și socială, având ca directori pe Constantin Garoflid, Simion Mehedinți și Mihail Seulescu. Publicația și-a încetat apariția la 15 decembrie 1919.
În perioada interbelică a elaborat teza dezvoltării rurale românești printr-o economie rurală diversificată, a fost agronom și economist, mare moșier, autor principal al legilor reformei agrare de după Primul Război Mondial. De asemenea, a militat pentru creșterea eficienței muncii în agricultură, dezvoltarea exploatațiilor pe suprafețe mari prin comasarea acestora, introducerea cadastrului, promovarea mecanizării lucrărilor agricole, valorificarea cerealelor prin creșterea animalelor, „constituirea unui corp agronomic de stat“ pentru introducerea progresului tehnic.
În calitate de ministru al Agriculturii, a inițiat o metodă, deopotrivă ecologică și necostisitoare, de a liniști zăpada din sud-estul țării. Drumurile de interes local sau național din Câmpia Bărăganului au fost prevăzute, după proiectul lui Garoflid, cu perdele de protecție din arbori și arbuști cu scopul de a reține zăpada viscolită. A avut convingerea că numai prin plantarea de perdele de protecție și parazăpezi naturale, Câmpia Bărăganului se poate liniști pe timpul iernii și poate fi udată din belșug în timpul anotimpului secetos. Tot în calitatea sa de ministru al Agriculturii, Constantin Garoflid a adoptat o lege privind îngrădirea plantării de viță de vie hibridă. Până în 1938 viile cu hibrizi ocupau aproape 170.00 de hectare, iar cele nobile 500.000 de hectare.
Din inițiativa marilor proprietari pe pământ și a unei părți a intelectualității, legate de cercurile agrare, la 10 martie 1929 s-a constituit, la București, Partidul Liga Agrară. Președinte a fost ales Constantin Garoflid. Partidul a editat ziarul "Agricultorul " (1929-1941) și și-a încetat activitatea la 30 martie 1938.
În testamentul său, Constantin Garoflid și-a manifestat dorința de a fi înmormântat la moșia sa de la Țintești, dar se află înmormântat la Cimitirul Bellu din București.

## Cărți publicate
- Memoriul agricultorilor mari cu privire la expropriere, Bucuresti, 1920.
- Un program agrar, București, 1923.
- Problema monetara și agricultura, București, 1924.
- Păreri economice și financiare, București, 1926.
- Rolul social al proprietății mijlocii, București, 1926.
- Agricultura veche, Tiparul "Cartea Româneasca", București, 1943.[]